# Народність
Наро́дність — це форма спільноти людей, яка історично виникає за родоплемінною спільністю і формується на певній території при натурально-господарчій діяльності у процесі злиття, консолідації різних племен або етносів завдяки створенню єдиної мови, культури, традицій, обрядів.
В історичних і етнографічних дослідженнях 19 — початку 20 ст. — широке поняття, яке використовувалося при виділенні певних етнічних спільнот на різних етапах історичного розвитку (від первісності до сучасності). У цей період термін «народність» не мав усталеного визначення і вживався як синонім до різних етнокультурних і етнополітичних понять, маркерів та характеристик («національність», «плем'я», «народ») у творах наукового, публіцистичного, ідеологічного характеру (наприклад, «православ'я, самодержавство, народність»).